# Sydney Battersby
Thomas Sydney „Syd” Battersby (Platt Bridge, 1887. november 18. – Sydney, 1974. szeptember 3.) olimpiai ezüstérmes angol úszó.

## Sportpályafutása
1911 szeptemberében világcsúcsot (5:35,8) úszott 400 m gyorson, amit a magyar Kenyery Alajos döntött meg 1912 áprilisában.